# 三佛齊航空
三佛齊航空（Sriwijaya Air），或苏拉维加亚航空、斯里维加亚航空，是一家總部位於印尼雅加達蘇加諾-哈達國際機場的航空公司，主要營運國內航線及少量國際航線。曾於2018年11月成为印尼鹰航的子公司，但在一年後解約。

## 機隊

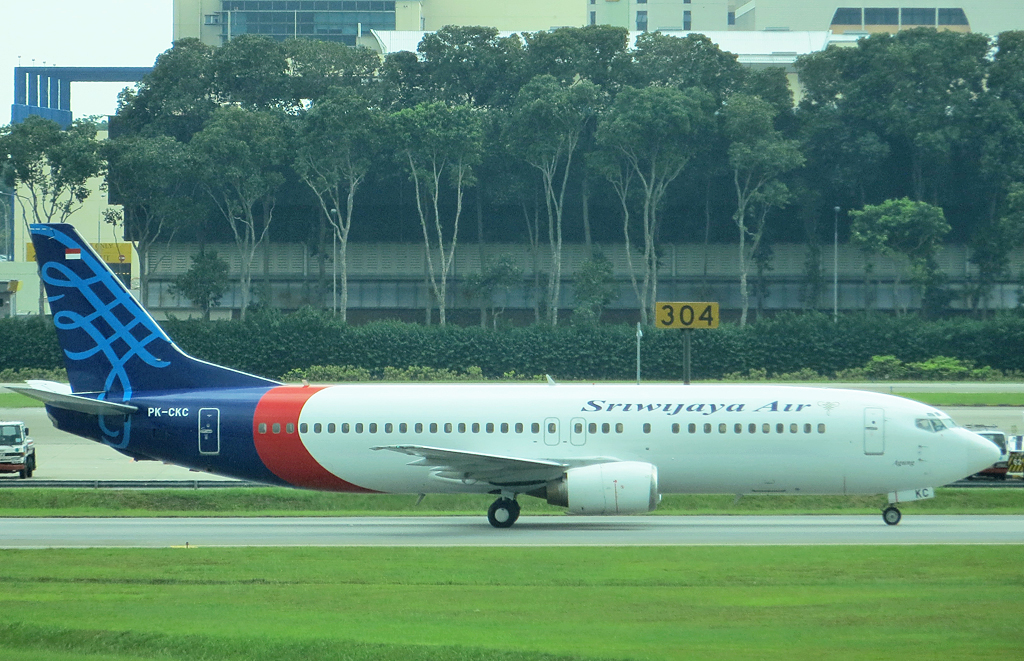
三佛齐航空的一架波音737-4Q8

截至2025年1月，三佛齊航空的機隊如下：
| 機型        | 服役中 | 訂購中 | 載客量 | 載客量 | 載客量 |
| 機型        | 服役中 | 訂購中 | 商務   | 經濟   | 總計   |
| ----------- | ------ | ------ | ------ | ------ | ------ |
| 波音737-500 | 1      | 0      | 8      | 112    | 120    |
| 波音737-800 | 5      | 0      | -      | 189    | 189    |
| 總計        | 6      | 0      |        |        |        |

## 目的地
- 雅加达 - 苏加诺-哈达国际机场 [4]
- 坤甸 - 苏巴迪奥国际机场 [4]

## 安全事故
2021年1月9日，一架隶属于三佛齐航空，航班号SJ-182的波音737-524，自印度尼西亚雅加达苏加诺-哈达国际机场起飞，原计划飞往印尼坤甸苏巴迪奥国际机场，但在起飞四分钟后失联。事发时机上共载有62人。